# Осада Нако (1914)
Осада Нако (исп. Asedio de Naco) — самое продолжительное сражение (119 дней, с 17 октября 1914 года по 15 января 1915 года) во время Мексиканской революции.
Разногласия по поводу руководства Мексикой после свержения в июле 1914 года Викториано Уэрты ускорили третью, самую жестокую, фазу мексиканской революции. 23 сентября 1914 года Панчо Вилья издал манифест, в котором обвинял Венустиано Каррансу в предательстве революции и заявлял о своем отказе признать его «верховным главнокомандующим».
Один из фронтов в этой возобновившейся гражданской войне открылся на мексикано-американской границе между Аризоной и Сонорой в крошечном поселке Нако. Губернатор-вильист Соноры Хосе Мария Майторена, получив поддержку со стороны народности яки, разбил у станции Мартинес войска каррансистов Бенхамина Хилла, которые укрылись в приграничном Нако. Таким образом, они защитили бы свой тыл границей и в то же время имели бы доступ к оружию и боеприпасам, поступавшим из США. Жители Нако укрылись в Аризоне.
Командиры-каррансисты Бенхамин Хилл и Плутарко Кальес окопались и превратили посёлок в военный лагерь. «По всему периметру к границе были набросаны три линии огромных траншей и земляных брустверов, отстоявших друг от друга примерно на 200 ярдов. Колючая проволока и любые другие препятствия, которые можно было найти, были возведены, чтобы воспрепятствовать ожидаемому нападению. Посёлок превратился в настоящую крепость».
В полночь 17 октября подошедшие силы Майторены предприняли решительную атаку, сначала с запада, затем с востока и, наконец, с юга, но были отбиты. После этой неудачи вильисты больше не предпринимали попыток взять Нако штурмом и перешли к изматывающей осаде с постоянными обстрелами позиций противника из всех доступных им видов оружия. Огонь, за исключением перемирия с 24 октября по 9 ноября, вёлся непрерывно до 18 декабря, будучи сильнее ночью, чем днём, и включал огонь из стрелкового оружия, трёхдюймовых орудий, револьверной пушки Гочкиса и даже сигнальных ракет.
Ожесточённые бои на мексиканской стороне вызывали попадание шальных пуль в американскую часть посёлка. В результате два кавалерийских и один пехотный полк, подведённые к границе с американской стороны, были вынуждены окопаться и стали наблюдать за боевыми действиями. Шальные пули — некоторые из них иногда были не такими уж шальными — обрушивались на американские позиции и американских наблюдателей, приехавших, чтобы посмотреть на бои, и убивали некоторых из них. Американские войска получили приказ не открывать ответный огонь. 11 декабря американские военные перебросили к Нако тяжёлую артиллерию. К 15 декабря общая численность американских войск достигла 6215 человек под общим командованием бригадного генерала Таскера Ховарда Блисса.
Мексиканцы не обращали особого внимания на протесты против обстрела американских позиций вплоть до 16 декабря, когда по распоряжению военного министерства генерал Блисс выдвинул ультиматум, в котором заявил, что будет вынужден применить крайние меры, то есть со своими войсками перейти границу и защитить американскую часть Нако, отразив нападение силой оружия.
Вилья в качестве главнокомандующего правительства Конвента не только отклонил ультиматум Блисса, но и собрал две полные кавалерийские бригады для окончательного штурма Нако, но затем отказался от выполнения своего плана и согласился на переговоры.
Для заключения договора был отправлен начальник штаба армии США Хью Л. Скотт, которому 15 января 1915 года удалось подписать соглашение о том, что войска Майторены будут отведены в Ногалес, а Хилла — в Агуа-Приета, и между ними прекратятся столкновения. Договор был выполнен, и 119-дневная осада Нако прекратилась.